# Mathew Arackal

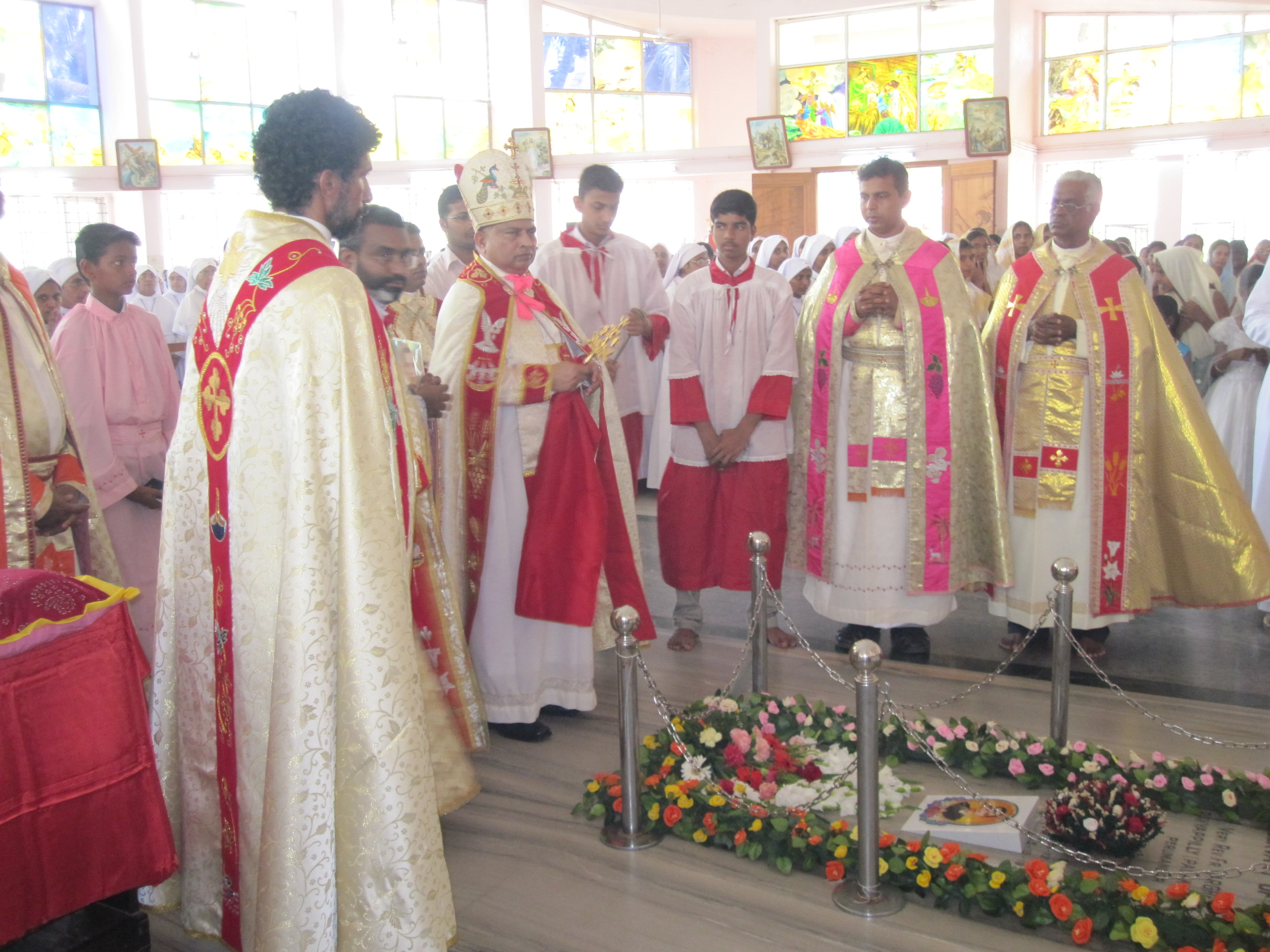
Bischof Mathew Arackal (mit Mitra) am Grab von Erzbischof Varghese Payyappilly Palakkappilly (2010)

Mathew Arackal (* 10. Dezember 1944 in Erumely, Indien) ist ein indischer Geistlicher und emeritierter syro-malabarischer Bischof von Kanjirapally.

## Leben
Mathew Arackal empfing am 13. März 1971 das Sakrament der Priesterweihe.
Am 23. Dezember 2000 ernannte ihn Papst Johannes Paul II. zum Bischof von Kanjirapally. Der Erzbischof von Changanacherry, Joseph Powathil, spendete ihm am 9. Februar 2001 die Bischofsweihe; Mitkonsekratoren waren der emeritierte Bischof von Kanjirapally, Mathew Vattackuzhy, und der Bischof von Kottayam, Kuriakose Kunnacherry.
Am 15. Januar 2020 nahm Papst Franziskus das von Mathew Arackal aus Altersgründen vorgebrachte Rücktrittsgesuch an.